# رضا بورچارت

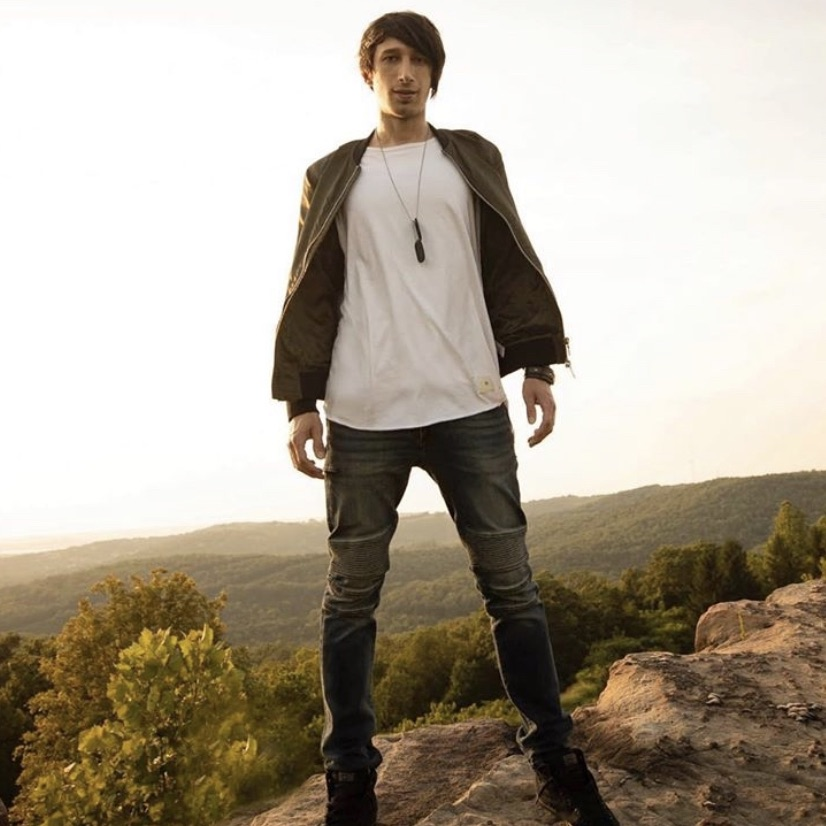

رضا جان بورچارد (متولد ۲ ژوئن ۱۹۹۷)، که با نام هنری Reza Illusionist شناخته می‌شود، یک شعبده باز آمریکایی اهل بروکینگز، داکوتای جنوبی است.
علاقه رضا به شعبده بازی از سن ۶ سالگی شروع شد، زمانی که او یک نمایش جادویی را در مدرسه ابتدایی Hillcrest در بروکینگز دید. او در ۷ سالگی برای تولدش یک کیت جادویی خواست و در مدرسه اش اجراهایی داشت.